# هری اندرسون (بازیکن فوتبال انگلیسی)
هری اندرسون (انگلیسی: Harry Anderson؛ زادهٔ ۹ ژانویهٔ ۱۹۹۷) بازیکن فوتبال اهل بریتانیا است.
از باشگاه‌هایی که در آن بازی کرده‌است می‌توان به باشگاه فوتبال پیتربورو یونایتد، باشگاه فوتبال براینتری تاون، و باشگاه فوتبال سنت آلبنز سیتی اشاره کرد.